# 치키타 브랜즈 인터내셔널

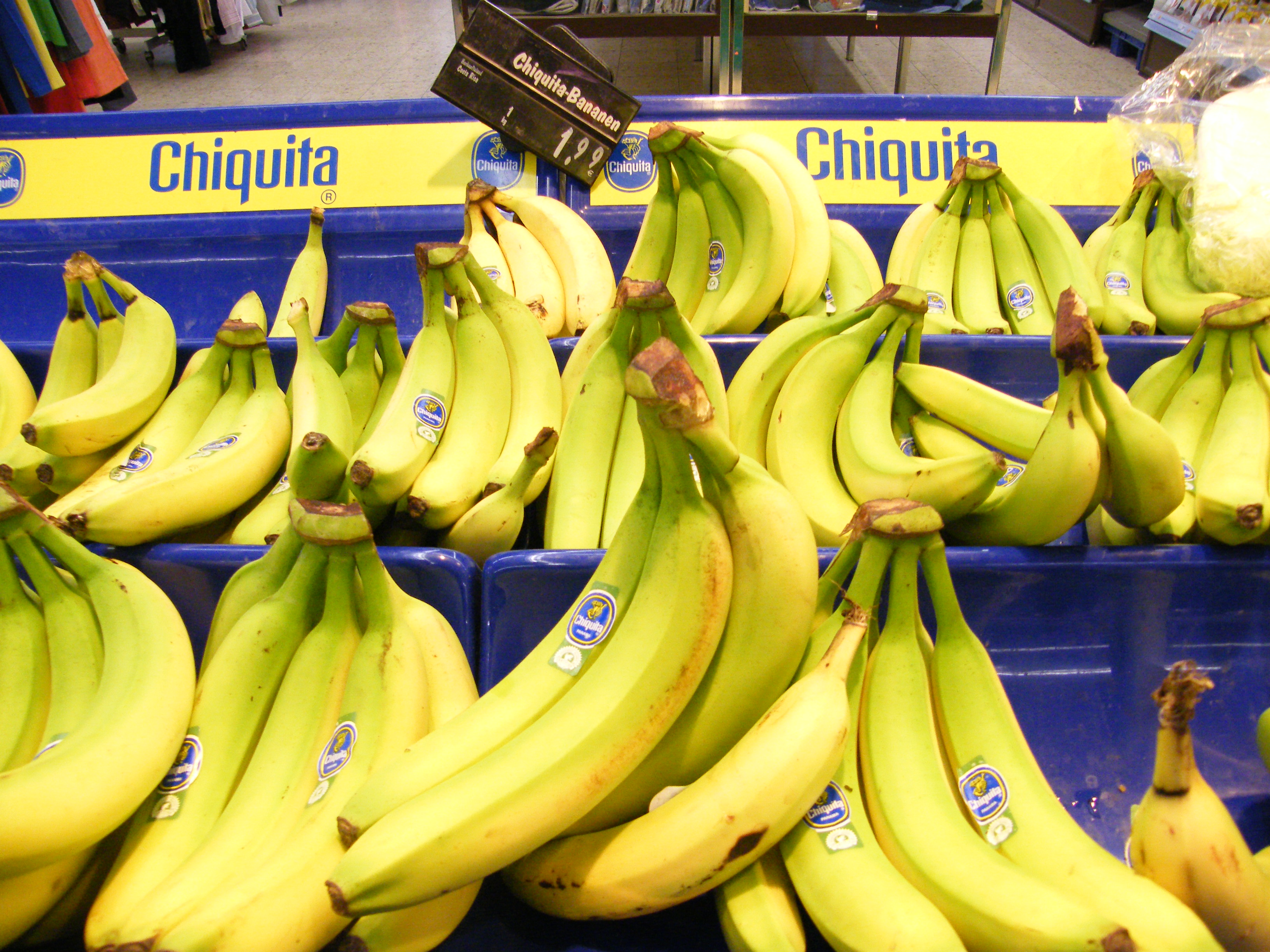
매대에 진열된 치키타 상표의 바나나

치키타 브랜즈 인터내셔널 유한책임회사(영어: Chiquita Brands International Sàrl)은 미국의 기업으로, 원래 명칭은 유나이티드 프루트 컴퍼니였다. 제 3세계 국가의 농원에서 재배한 열대 과일 (주로 바나나)을 미국과 유럽에서 판매했다. 1899년 합병에 의해 창업되어, 1984년 현 명칭으로 변경되었다.

## 같이 보기
- 유나이티드 프루트 컴퍼니